# Einstênio
O einstênio (português brasileiro) ou einsténio (português europeu) (nome dado em homenagem a Albert Einstein) é um elemento químico de símbolo Es, número atômico 99 (99 prótons e 99 elétrons) e com massa atômica [252] u. É um elemento metálico, transurânico e radioactivo, pertencente ao grupo dos actinídeos (sétimo da série).
O elemento foi identificado pelo grupo de pesquisa formado por G. R. Choppin, A. Ghiorso, B. G. Harvey e C. G. Thompson nos destroços deixados pela explosão da primeira bomba de hidrogênio, em 1952. Quantidades da ordem das miligramas só se tornaram disponíveis depois de 1961. Seu isótopo mais comum é o 253Es. É produzido em maiores quantidades usando reatores nucleares de alta potência a partir do decaimento beta de califórnio-253.
Não são conhecidos usos comerciais deste elemento, até agora amostras de einstênio só foram utilizados na produção de elementos mais pesados em laboratório.
Como todos os elementos sintéticos transurânicos, isotopos de einstênio são altamente radioativos e muito perigosos à saúde.

## Características principais

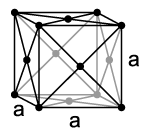
Estrutura tipo fcc (assumida até 300 °C)

### Física

Estrutura tipo hcp (acima de 300°C)

O einstênio é um metal, sólido, de aspecto prateado, altamente radioativo, produzido artificialmente. Estudos de amostras de Es-253 demonstram que este elemento apresenta propriedades químicas típicas de um trivalente metal pesado. Na tabela periódica está localizado a direita do califórnio e a esquerda do férmio com números atômicos 98 e 100 respectivamente e abaixo do lantanídeo hólmio, elemento com o qual compartilha muitas características em comum. A sua densidade é de 8,84 g/cm³, menor que a do califórnio (15,1 g/cm³) e quase igual a do hólmio (8,79 g/cm³). Apesar de ter uma massa atômica muito maior que a de seu semelhante, o hólmio, o ponto de fusão do einstênio é baixo, de apenas 860 °C, inferior a do califórnio (900 °C), férmio (1 527 °C) e do hólmio (1 461 °C).
Ao contrário dos actinídeos mais leves como o califórnio, berquélio, cúrio e amerício que se cristalizavam em estruturas duplas hexagonais quando em condições ambientes, acredita-se que o einstênio cristaliza-se em cubo de faces centradas (sigla em inglês: fcc) com o grupo espacial {\displaystyle Fm{\bar {3}}m} com cada cristal tendo área igual a 576 pm. No entanto, existem relatórios que afirmam que ao aquecer cristais de einstênio a 300 °C formaram-se cristais hexagonais como na maioria dos outros actinídeos, que após voltar à temperatura ambiente continuaram com o formato.
No entanto, a radioatividade do einstênio é tão intensa que geralmente destrói o cristal rapidamente. Cada grama de 253Es produz 1 000 watts de energia por grama, liberando uma intensa luz visível. Esta intensa radioatividade foi responsável pela identificação de suas primeiras amostras. Esta característica deve contribuir para a baixa densidade e ponto de fusão deste elemento. Além disso, pela dificuldade na obtenção de Es muitas vezes dados sobre as características deles ao obtidos a partir da observação de pequenas amostras usando microscópios eletrônicos, essas pequenas quantidades usadas podem acabar se aquecendo mais rapidamente, e portanto gerar dados às vezes errôneos.
O metal é divalente e com uma volatilidade notavelmente alta. De forma a diminuir os danos por auto-radiação, a maioria das amostras de einstênio e seus compostos recebem as medições logo após o tratamento térmico e alguns até são estudados sobre atmosferas de gases redutor como H2O + HCl para se estudar EsOCl.
Além de sua auto-destruição de cristais e estruturas químicas de einstênio e seus compostos, outras grandes dificuldades intrínsecas no estudo do einstênio está na sua disponibilidade, sendo produzida apenas 1 ou 2 vezes por ano em quantidades de sub-gramas e a contaminação de amostras decorrente da rápida conversão de einstênio para berquélio e em seguida para califórnio.
{\displaystyle \mathrm {^{253}_{\ 99}Es\ {\xrightarrow[{20\ d}]{\alpha }}\ _{\ 97}^{249}Bk\ {\xrightarrow[{314\ d}]{\beta ^{-}}}\ _{\ 98}^{249}Cf} }
Portanto, a maioria dos dados sobre o einstênio são deduzidos ou não muito precisos.

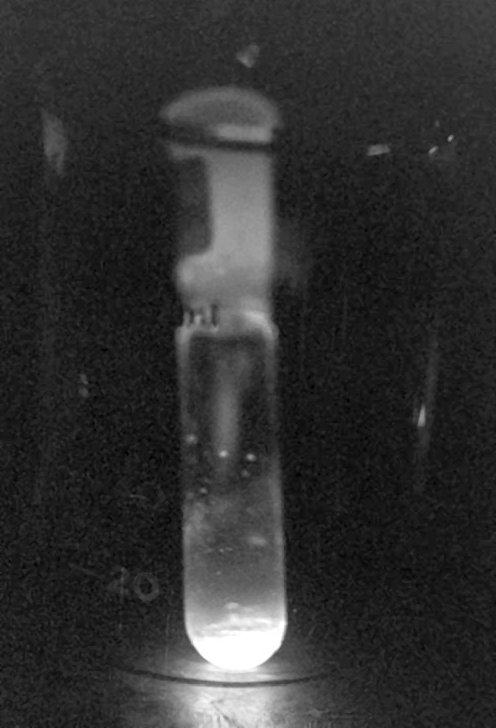
Intensa luz produzida por amostras de ^{253}Es em solução aquosa.

### Química
Como todos os actinídeos, o einstênio é bastante reativo. Seu estado de oxidação trivalente é mais estável em solução aquosa e em sólidos nos quais assume uma cor rosa pálida. A existência de einstênio divalente está firmemente estabelecida, especialmente na fase sólida; o segundo estado de oxidação como tal não se observa em muitos outros actinídeos, incluindo protactínio, urânio, neptúnio, plutônio, cúrio, e berquélio. Compostos de einstênio deste tipo podem ser obtidos, por exemplo, através da redução de einstênio(III) com cloreto de samário(II). O estado de oxidação +4 foi postulada a partir de estudos de vapor e é ainda incerto.

## História

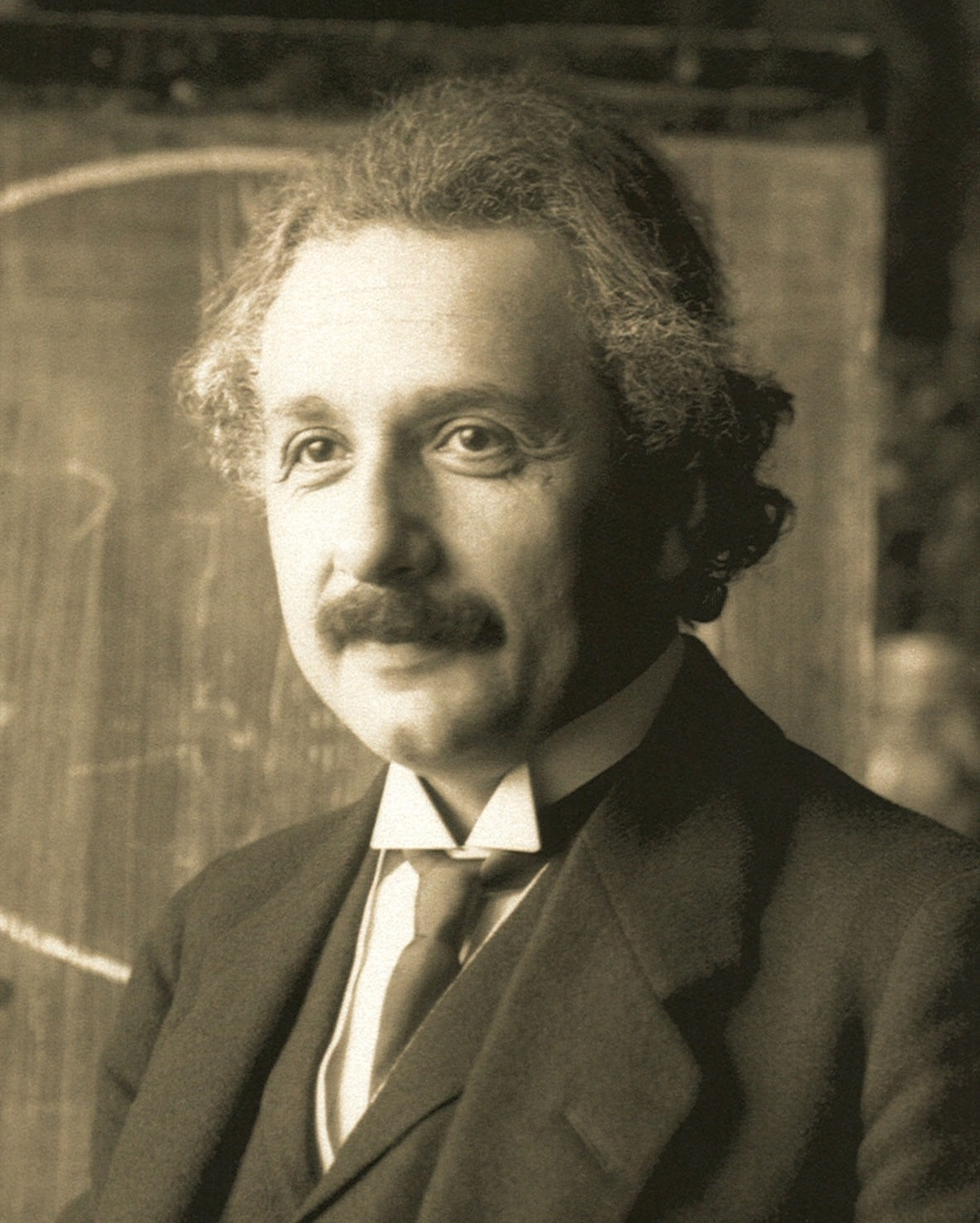
O elemento foi nomeado a partir do físico Albert Einstein.

O einstênio foi identificado pela primeira vez em dezembro de 1952 por Albert Ghiorso na Universidade da Califórnia, Berkeley, e uma outra equipe dirigida por G.R. Choppin no Laboratório Nacional Los Alamos. Ambos examinavam resíduos do primeiro teste nuclear com bomba de hidrogênio que gerou 10,4 megatons realizado 1 de novembro de 1952 no Atol de Enewetak, Ivy Mike (Operação Ivy). Inicialmente, eles encontraram um novo isótopo de plutônio, o Pu-244, exames mostraram que a produção deste isótopo só é possível através da absorção de 6 nêutrons por átomos de urânio-238 formando Urânio-244 que em seguida sofreria dois decaimentos betas formando netúnio-244 para em seguida formar plutônio-244. Na época pensava-se que a absorção múltipla de nêutrons (processo r) era um processo muito raro. Mas a existência de Pu-244 mostrava que o urânio poderia absorver até mais nêutrons e criar elementos mais pesados que o califórnio.
Posteriormente a equipe recebeu novas amostras do ar e precipitação radioativa e além de detritos de corais do atol afetado pela detonação. Utilizando filtros de papel com os detritos radioativos dissolvidos em uma presença de ácido nítrico-amônia solução tampão num meio fracamento ácido com PH~3,5(mesma técnica usada para descobrir o Pu-244) em elevadas temperaturas em meio a troca iônica foram identificados menos de 200 átomos de einstênio-253 cuja identificação só foi possível devido a sua alta energia liberada pelo seu decaimento alfa que libera 6,6 MeV.
{\displaystyle \mathrm {^{238}_{\ 92}U\ {\xrightarrow[{6\beta ^{-}}]{+\ 15n}}\ _{\ 98}^{253}Cf\ {\xrightarrow {\beta ^{-}}}\ _{\ 99}^{253}Es} }
A criação de 25399Es em meio a detonação nuclear ocorreu devido a 15 capturas neutrônicas por parte de átomos de U-238 sucedidas por sete decaimentos betas sucessivos. Além disso, mais tarde descobriu-se que alguns átomos de U-238 foram capazes de absorver 17 nêutrons em vez de 15, e passando pelos mesmos sete decaimentos betas, formaram um outro isótopo de einstênio, o 25599Es. Além disso, esses átomos de Es-255 sofreram um decaimento beta e criaram as primeiras amostras do próximo elemento, o número 100: férmio.
{\displaystyle \mathrm {^{252}_{\ 98}Cf\ {\xrightarrow {(n,\gamma )}}\ _{\ 98}^{253}Cf\ {\xrightarrow[{17.81\ d}]{\beta ^{-}}}\ _{\ 99}^{253}Es\ {\xrightarrow {(n,\gamma )}}\ _{\ 99}^{254}Es\ {\xrightarrow[{}]{\beta ^{-}}}\ _{100}^{254}Fm} }
Enquanto isso, novos isótopos de Einstênio e assim como de Férmio começaram a ser produzidos nos laboratórios Berkeley e Argonne, usando reações nucleares entre nitrogênio-14 e urânio-238 que logo após absorviam nêutrons criados pelo intenso decaimento de átomos de plutônio ou califórnio.

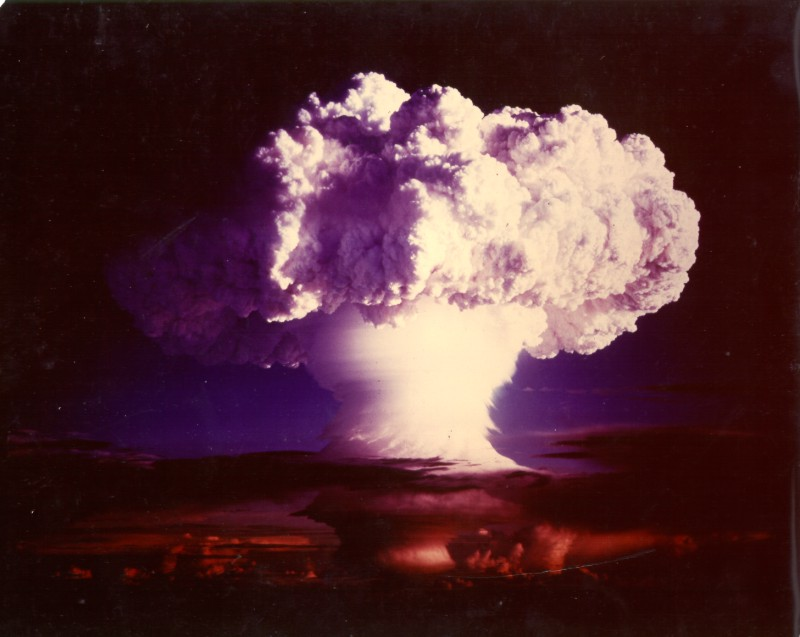
Isótopos de einstênio foram observados pela primeira vez em meio a detritos radioativos da bomba de hidrogênio Ivy Mike.

Em 1961, uma quantidade macroscópica de Es-253 foi sintetizada . Esta amostra pesava aproximadamente 0,01 mg e foi medida usando uma balança especial. O material produzido foi usado para produzir o mendelévio. O einstênio, em quantidade maior, foi produzido no Laboratório Nacional de Oak Ridge num "High Flux Isotope Reactor" (Reator de Isótopos de Alto Fluxo), no Tennessee, bombardeando plutônio-239 com nêutrons. 3 mg de einstênio foram produzidos neste programa, que durou 4 anos, a partir de 1 kg de plutônio.

## Isótopos
19 radioisótopos e 3 isômeros (ou meta estados) do einstênio foram identificados com massa atômica variando de 240 a 258 u. O isótopo mais estável foi o 252Es cuja meia-vida é 471,7 dias, e o segundo mais estável 254Es com meia-vida de 275,7 dias, seguido de 255Es (meia-vida 39,8 d) e 253Es (meia-vida 20,47 d). Todos os demais isótopos têm meias-vidas inferiores a 40 horas, sendo que a maioria destes decai dentro de 30 minutos. O isômero nuclear mais estável é o 254mEs (t½=39,3 h).